# جون والاس (سياسي أسترالي)
جون والاس (بالإنجليزية: John Wallace)‏ هو سياسي أسترالي، ولد في 1828، وتوفي في 17 أكتوبر 1901. انتخب عضو المجلس التشريعي الفيكتوري عن دائرة Eastern Province (Victoria) ‏ (1 نوفمبر 1873 – 1 نوفمبر 1882).